# Ctesias sogdiana
Ctesias sogdiana is een keversoort uit de familie spektorren (Dermestidae). De wetenschappelijke naam van de soort werd in 1975 gepubliceerd door Zhantiev.